# Кулініч Юрій Якович
Юрій Якович Кулі́ніч (нар. 9 травня 1948, Київ) — український історик, архівіст.

## Біографія
Народився 9 травня 1948 року в місті Києві (нині Україна) в сім'ї військового лікаря, полковника медичної служби Якова Федоровича Кулініча та вчительки — Марії Пилипівни Кулініч. Українець. Після закінчення школи пройшов строкову військову службу та протягом 1971—1976 років навчався на історичному факультеті Київського державного університету імені Тараса Шевченка. Одночасно з навчанням у 1972—1973 роках працював у Музеї книги та книгодрукування; у 1973—1974 роках обіймав посаду лаборанта у Києво-Печерському історико-культурному заповіднику; у 1974—1977 роках — посаду інструктора організаційного відділу у Київській обласній раді по туризму та екскурсіям.
Після здобуття фахової освіти працював у системі Міністерства культури УРСР: у 1977—1983 роках обіймав посаду завідувача сектору інспекції науково-методичного відділу охорони пам'яток культури при Державному історичному музеї УРСР; у 1983—1984 роках — старшого інспектора відділу охорони пам'яток культури Головного управління культурно-просвітницьких установ; у 1984—1986 роках — завідувача наукового
відділу охорони пам'яток культури при Музеї історії Києва.
Впродовж 1986—1995 років — директор історико-архітектурного пам'ятника-музею «Косий капонір» (з 1991 року — «Київська фортеця»); протягом 1995—1999 років — директор Державного історико-культурного заповідника «Качанівка». З липня 1999 року по 2006 рік — директор Центрального державного архіву-музею літератури і мистецтва України. Працюючи на цій посаді став співавтором сценарію документального фільму про ЦДАМЛМ України, здійсненого студією ОРФ (Австрійське радіо і телебачення). Одночасно протягом 2000—2004 років — заступник голови, а 17 березня 2004 року обраний головою Спілки архівістів України, яку він очолював до 2009 року.
У 2006—2007 роках працював заступником директора Центрального державного архіву вищих органів влади та управління України, а з листопада 2007 року по 2009 рік — директор Центрального державного архіву зарубіжної україніки. З 2010 року — заступник директора з наукової роботи Історико-меморіального заповідника «Бабин Яр».

## Праці
- Державний історико-культурний заповідник в селищі Качанівка Чернігівської області // Скарбниця української культури: Матеріали наукової конференції, присвяченої 100-річчю Чернігівського історичного музею імені В. В. Тарновського. — Чернігів, 1996. — С. 127—128;
- Центральний державний архів-музей літератури і мистецтва України (ЦДАМЛМ України) // Хто є хто в економіці, культурі, науці Києва. — К., 2001. — Т. III. — С. 262;
- Центральний державний архів-музей літератури і мистецтва України (ЦДАМЛМ України) // Архівні установи України: Довідник. — К., 2005. — Т. І. — С. 156—174 (у співавторстві).

## Відзнаки
- Заслужений працівник культури України (1994; за значний особистий внесок у розвиток української культури та високу професійну майстерність)[1][5];
- Почесна відзнака Міністерства культури і туризму України «За досягнення в розвитку культури і мистецтва» (2003)[1];
- Медаль «За жертовність і любов до України» (2016)[1].

Також відзначений подякою та цінним подарунком Голови Київської міської держадміністрації. Нагороджувався грамотами Міністерства культури України.